# 化雲岳
化雲岳（かうんだけ）は、北海道上川郡美瑛町と上川郡新得町にまたがる標高1,954.5 mの山。大雪山系（表大雪）に位置し、大雪山国立公園に属する。
山頂には三等三角点があり、点名は「化雲岩」。なお、点名「化雲岳」の三等三角点は、当山から北西へ約2.5 km離れた小化雲岳 (1,924.5 m) の山頂にある。

## 特徴

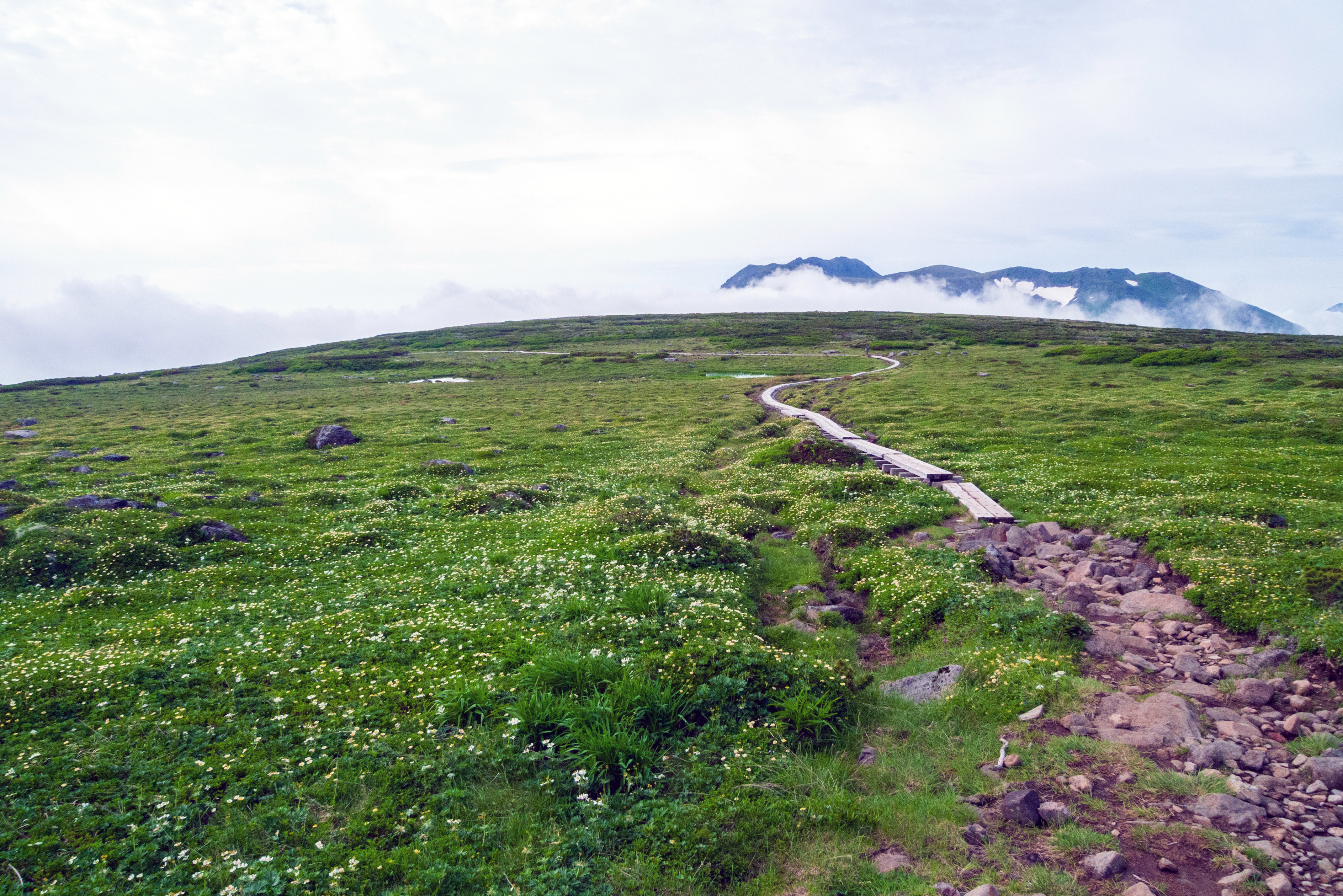
山頂南面の「神遊びの庭」と呼ばれるお花畑。遠景にトムラウシ山。

大雪山系のほぼ中央部に位置することから、「大雪山のへそ」と呼ばれることがある。
山頂の南側から南東側にはなだらかな湿地帯が広がっており、「神遊びの庭」と呼ばれるお花畑となっている。東側の五色岳との間にある化雲平からはトムラウシ山の眺望が良好である。

## 山名の由来
忠別川の支流で、当山を源流とするクワウンナイ川にちなむ。
「クワウンナイ」(kuwa un nai) のアイヌ語の語義は、永田方正『北海道蝦夷語地名解』（草風館、1984年）によれば「杖・川」（歩くのに杖が必要なほど険阻な川）の意、また『旭川市史』（1960年）では「狩杖・入る・沢」（狩人が立ち入る沢）の意であるとしている。

## 登山
登山適期は毎年6月下旬頃から9月下旬頃である。6月は残雪が多く、この時期に登る場合は読図能力が必要。7月 - 8月は高山植物が多い。9月に入ると紅葉が進む一方、上旬には初雪が降り、下旬になると寒気が入った際にはまとまった雪となる。
最も山頂に近い登山口は東川町の天人峡温泉で、ここから山頂までの登山道は約11.4 km, 標準的な所要時間は7時間30分である。そのほか、上川町のクチャンベツ沼ノ原登山口から沼ノ原・五色岳を経由して到達することもできる。クチャンベツ沼ノ原登山口から山頂までは約13.5 km, 標準所要時間は6時間45分である。
また、山頂は旭岳とトムラウシ山を結ぶ縦走路上に位置するため、縦走登山者やトムラウシ山を目的とする登山者も通過することがある。
大雪山国立公園連絡協議会が制定する、大雪山系の登山道の難易度を評価する「大雪山グレード」では、当山を経由する登山道のうち、天人峡温泉からの道は5段階評価のうち上から4番目の「グレード4」、旭岳方面およびトムラウシ山方面の縦走路は「グレード5」とされている。

### 周辺の山小屋
最寄りの山小屋は、山頂から2 kmほど南に下ったところにあるヒサゴ沼避難小屋である。避難小屋であるため寝具や食事の提供はなく、管理人も常駐していない。約30名収容可能で、小屋前にテント約30張分のキャンプ指定地が併設されている。
そのほか周辺には以下の山小屋・キャンプ指定地がある。
| 名称                 | 所在地                   | 標高 (m) | 化雲岳からの 方角と距離 (km) | 収容 人数 | キャンプ 指定地 | 備考               |
| -------------------- | ------------------------ | -------- | ---------------------------- | --------- | --------------- | ------------------ |
| 白雲岳避難小屋       | 白雲岳の南東の肩         | 1,990    | 北北東 11.1                  | 60        | 80張            | 夏期のみ管理人駐在 |
| 沼ノ原キャンプ指定地 | 沼ノ原大沼畔             | 1,435    | 東南東 7.9                   | （なし）  | 100張           | キャンプ指定地のみ |
| 忠別岳避難小屋       | 忠別岳と五色岳の鞍部の東 | 1,620    | 東北東 3.1                   | 30        | 15張            | 無人               |
| ヒサゴ沼避難小屋     | ヒサゴ沼畔               | 1,600    | 南南東 1.8                   | 30        | 30張            | 無人               |
| 南沼キャンプ指定地   | トムラウシ山頂直下       | 1,920    | 南南西 4.7                   | （なし）  | 30張            | キャンプ指定地のみ |